# Mariusz Prudel

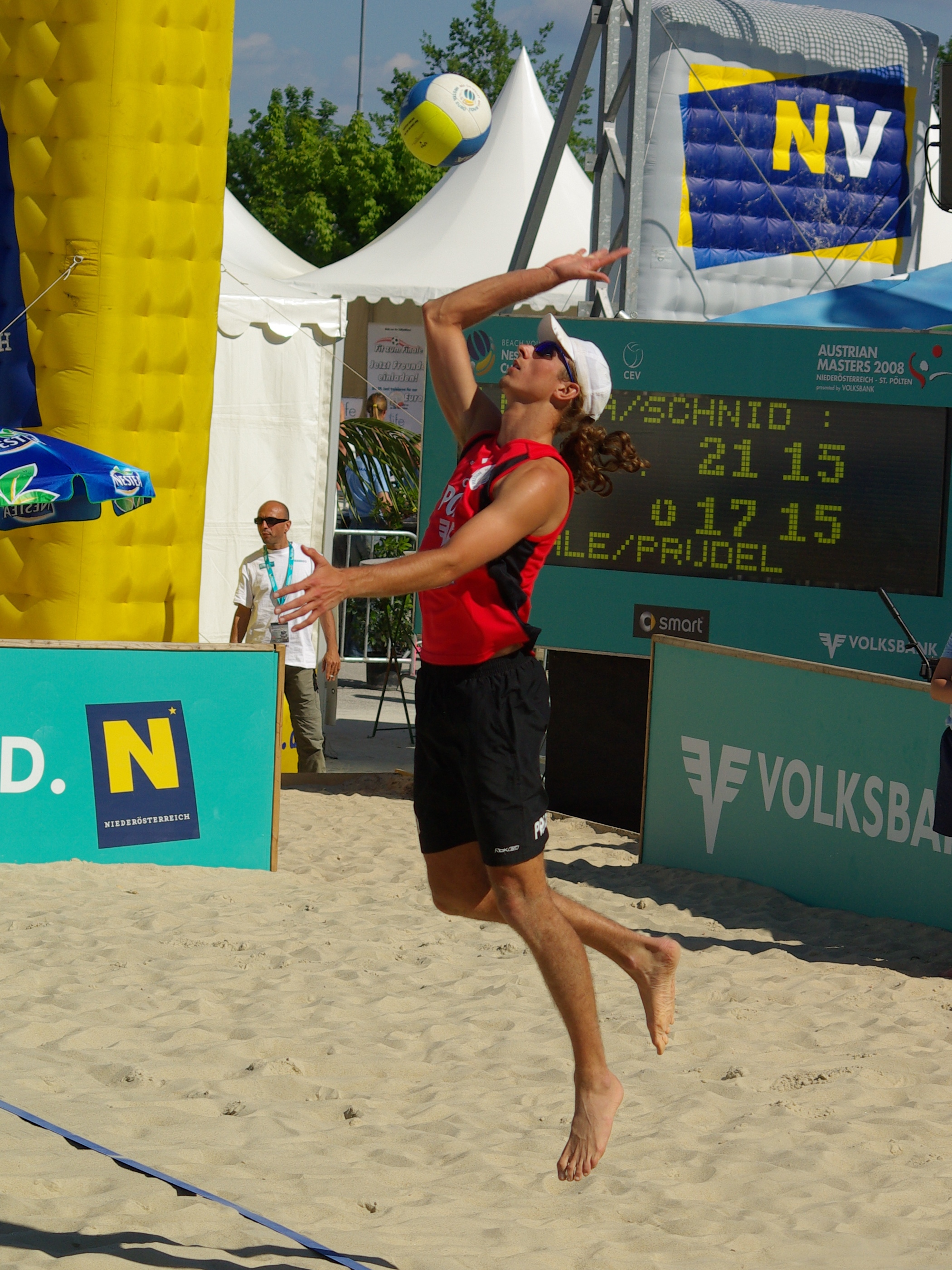
Austrian Masters 2008

Mariusz Prudel (ur. 21 stycznia 1986 w Rybniku) – polski siatkarz plażowy, reprezentant Polski, siatkarz TS Volley Rybnik. Brązowy medalista mistrzostw Europy 2013 z Klagenfurt am Wörthersee w parze z Grzegorzem Fijałkiem.

## Sukcesy
- Mistrzostwa Europy:
  -  2013

## Przebieg kariery
W 2008 roku zdobył tytuł Mistrza Europy do lat 23 w siatkówce plażowej oraz wicemistrzostwo Polski seniorów. W 2009 wraz z Grzegorzem Fijałkiem zdobył tytuł Mistrza Polski Seniorów w siatkówce plażowej. W Pucharze Świata w Bahrajnie zajął 4. miejsce, co jest wynikiem jakiego nie osiągnął jeszcze żaden Polak. Na Mistrzostwach Europy Seniorów w Hamburgu zajął 5. miejsce (2008). Uznany przez FIVB (Światowa Federacja Siatkówki) za objawienie roku. Z zespołem TS Volley awansował do II ligi w siatkówce halowej. Był Wicemistrzem Europy do lat 20 (2005) i Wicemistrzem Polski Seniorów (2007). W 2009 roku był nominowany w plebiscycie "Siatkarskich Plusów 2008" w kategorii drużyna roku, wraz ze swym kolegą z drużyny, ostatecznie zajął 2. miejsce. 
Wraz Grzegorzem Fijałkiem, zdobył kwalifikacje do Igrzysk Olimpijskich w Londynie w 2012 i tym samym został pierwszym w historii reprezentantem Polski w siatkówce plażowej na igrzyskach olimpijskich. Tam przegrali w ćwierćfinale zajmując ostatecznie 5. miejsce.
Jego partnerami z drużyny byli: Grzegorz Jaruga, Rafał Szternel, Tomasz Sinczak, Patryk Fogel, Grzegorz Klimek, Grzegorz Fijałek.

## Warunki fizyczne
- Wzrost: 191 cm
- Waga: 80 kg
- Zasięg w ataku: 325 cm
- Zasięg w bloku: 310 cm

## Miejsca wWorld Tour
| Lp. | Data                     | Miejsce                  | Partner          | Miejsce | Punkty do rankingu |
| 1.  | 20-24 lipca 2005         | Stare Jabłonki           | Rafał Szternel   | 57      | 2                  |
| 2.  | 4-9 lipca 2006           | Marsylia                 | Tomasz Sinczak   | 57      | 3                  |
| 3.  | 9-13 sierpnia 2006       | Stare Jabłonki           | Patryk Fogel     | 57      | 3                  |
| 4.  | 5-9 czerwca 2007         | Stare Jabłonki           | Patryk Fogel     | 41      | 9                  |
| 5.  | 6-11 maja 2008           | Praga                    | Grzegorz Fijałek | 17      | 60                 |
| 6.  | 3-8 czerwca 2008         | Stare Jabłonki           | Grzegorz Fijałek | 17      | 60                 |
| 7.  | 26-31 sierpnia 2008      | Kristiansand             | Grzegorz Fijałek | 17      | 60                 |
| 8.  | 6-11 października 2008   | Dubaj                    | Grzegorz Fijałek | 13      | 90                 |
| 9.  | 27-1 listopada 2008      | Manama                   | Grzegorz Fijałek | 4       | 210                |
| 8.  | 10-15 listopada 2008     | Sanya                    | Grzegorz Fijałek | 17      | 60                 |
| 9.  | 21-26 kwietnia 2009      | Brasilia                 | Grzegorz Fijałek | 17      | 120                |
| 10. | 29-5 maja 2009           | Szanghaj                 | Grzegorz Fijałek | 13      | 180                |
| 11. | 12-17 maja 2009          | Rzym                     | Grzegorz Fijałek | 17      | 120                |
| 12. | 26-31 maja 2009          | Mysłowice                | Grzegorz Fijałek | 17      | 120                |
| 13. | 7-12 lipca 2009          | Gstaad                   | Grzegorz Klimek  | 25      | 80                 |
| 14. | 28-2 sierpnia 2009       | Klagenfurt am Wörthersee | Grzegorz Fijałek | 17      | 160                |
| 15. | 4-9 sierpnia 2009        | Stare Jabłonki           | Grzegorz Fijałek | 7       | 300                |
| 16. | 18-23 sierpnia 2009      | Wyspy Alandzkie          | Grzegorz Fijałek | 9       | 240                |
| 17. | 25-30 sierpnia 2009      | Haga                     | Grzegorz Fijałek | 17      | 120                |
| 18. | 20-25 kwietnia 2010      | Brasilia                 | Grzegorz Fijałek | 5       | 360                |
| 19. | 3-8 maja 2010            | Szanghaj                 | Grzegorz Fijałek | 17      | 120                |
| 20. | 18-23 maja 2010          | Rzym                     | Grzegorz Fijałek | 5       | 480                |
| 21. | 25-30 maja 2010          | Mysłowice                | Grzegorz Fijałek | 5       | 360                |
| 22. | 8-14 czerwca 2010        | Moskwa                   | Grzegorz Fijałek | 9       | 320                |
| 23. | 15-20 czerwca 2010       | Praga                    | Grzegorz Fijałek | 9       | 240                |
| 24. | 29 czerwca-4 lipca 2010  | Stavanger                | Grzegorz Fijałek | 25      | 80                 |
| 25. | 6-11 lipca 2010          | Gstaad                   | Grzegorz Fijałek | 4       | 560                |
| 26. | 20-25 lipca 2010         | Marsylia                 | Grzegorz Fijałek | 3       | 480                |
| 27. | 27 lipca-1 sierpnia 2010 | Klagenfurt               | Grzegorz Fijałek | 5       | 480                |
| 28. | 3-8 sierpnia 2010        | Stare Jabłonki           | Grzegorz Fijałek | 25      | 80                 |
| 29. | 17-22 kwietnia 2011      | Brasilia                 | Grzegorz Fijałek | 17      | 120                |
| 30. | 2-7 maja 2011            | Szanghaj                 | Grzegorz Fijałek | 9       | 240                |
| 31. | 17-22 maja 2011          | Praga                    | Grzegorz Fijałek | 25      | 60                 |
| 32. | 6-11 czerwca 2011        | Pekin                    | Grzegorz Fijałek | 4       | 560                |
| 33. | 28 czerwca-3 lipca 2011  | Stavanger                | Grzegorz Fijałek | 2       | 720                |
| 34. | 5-10 lipca 2011          | Gstaad                   | Grzegorz Fijałek | 4       | 560                |
| 35. | 12-17 lipca 2011         | Moskwa                   | Grzegorz Fijałek | 5       | 480                |
| 36. | 26-31 lipca 2011         | Stare Jabłonki           | Grzegorz Fijałek | 2       | 720                |
| 37. | 16-21 sierpnia 2011      | Wyspy Alandzkie          | Grzegorz Fijałek | 4       | 420                |
| 38. | 23-28 sierpnia 2011      | Haga                     | Grzegorz Fijałek | 7       | 300                |

W sezonie 2009 para Prudel-Fijałek zajęła 26. miejsce (20. miejsc w górę od zeszłego sezonu) w rankingu FIVB zdobywając 1360 punktów, oraz nagrody w wysokości 34 150 USD.